# امشعة (لودر)

تعديل مصدري - تعديل

امشعة هي إحدى قرى عزلة زارة بمديرية لودر التابعة لمحافظة أبين، بلغ تعداد سكانها 1084 نسمة حسب تعداد اليمن لعام 2004.